# Lin Jiangli
Lin Jiangli (chinesisch 林江利, * 1958) ist ein ehemaliger chinesischer Badmintonspieler.

## Karriere
1980 wurde Lin Jiangli in die chinesische Nationalmannschaft aufgenommen. 1982 gewann er Silber im Herrendoppel mit Luan Jin und Bronze im Mixed mit Lin Ying bei den Asienspielen.
Mit dem chinesischen Team siegte er beim Thomas Cup 1982, der Weltmeisterschaft für Herrenmannschaften. Im Halbfinale gegen Dänemark gewann Lin Jiangli dabei seine beiden Doppel mit Luan Jin, im Finale gegen Indonesien unterlagen sie jedoch zweimal. China gewann in der Endabrechnung trotzdem knapp mit 5:4.

## Sportliche Erfolge
| Saison | Veranstaltung | Disziplin    | Platz | Name                   |
| ------ | ------------- | ------------ | ----- | ---------------------- |
| 1982   | Asienspiele   | Herrendoppel | 2     | Luan Jin / Lin Jiangli |
| 1982   | Asienspiele   | Mixed        | 3     | Lin Jiangli / Lin Ying |
| 1982   | Thomas Cup    | Team         | 1     | China                  |